# Las aventuras de Jo, Zette y Jocko
Las aventuras de Jo, Zette y Jocko es una historieta creada por el belga Hergé, el creador de la célebre serie Las aventuras de Tintín. Mucho menos popular que esta, la serie está protagonizada por dos niños, Jo y Zette Legrand, y su mascota, el mono Jocko. Compuesta por seis números, acabó siendo abandonada por su autor, quién, abrumado y sobrepasado por el éxito de Tintin, decidió centrarse únicamente en esta última. 
En la actualidad, la serie pertenece a la Fundación Hergé, depositaria de los derechos de autor del trabajo de Hergé.

## Historia
En 1935, seis años después de la aparición de Tintín en las páginas de Le Petit Vingtième, el padre Courtois, director del semanario francés Coeurs Vaillants, sugirió a Hergé que crease una nueva serie de historietas para su revista. El padre Courtois buscaba unos personajes que encarnasen los valores familiares mejor que Tintín, un joven que carecía de familia. 
Inspirándose en un mono de juguete llamado Jocko, Hergé creó a Jo Legrand, a su hermana Zette y a su mascota, el mono Jocko, así como a los padres de Jo y Zette, el ingeniero Jacques Legrand y su esposa, ama de casa. La primera aventura de estos nuevos personajes, El rayo secreto, apareció en Coeurs Vaillants el 19 de enero de 1936, y se prolongó hasta junio de 1937. 
Entre 1936 y 1957 aparecieron tres aventuras completas de Jo, Zette y Jocko, que se recogerían en cinco álbumes. Hergé, sin embargo, encontraba un tanto molesta la obligación de hacer aparecer siempre a los padres de los protagonistas, casi siempre en el papel de rescatadores. Estas constricciones terminaron por hacerle abandonar la serie a finales de la década de 1950.

## Títulos

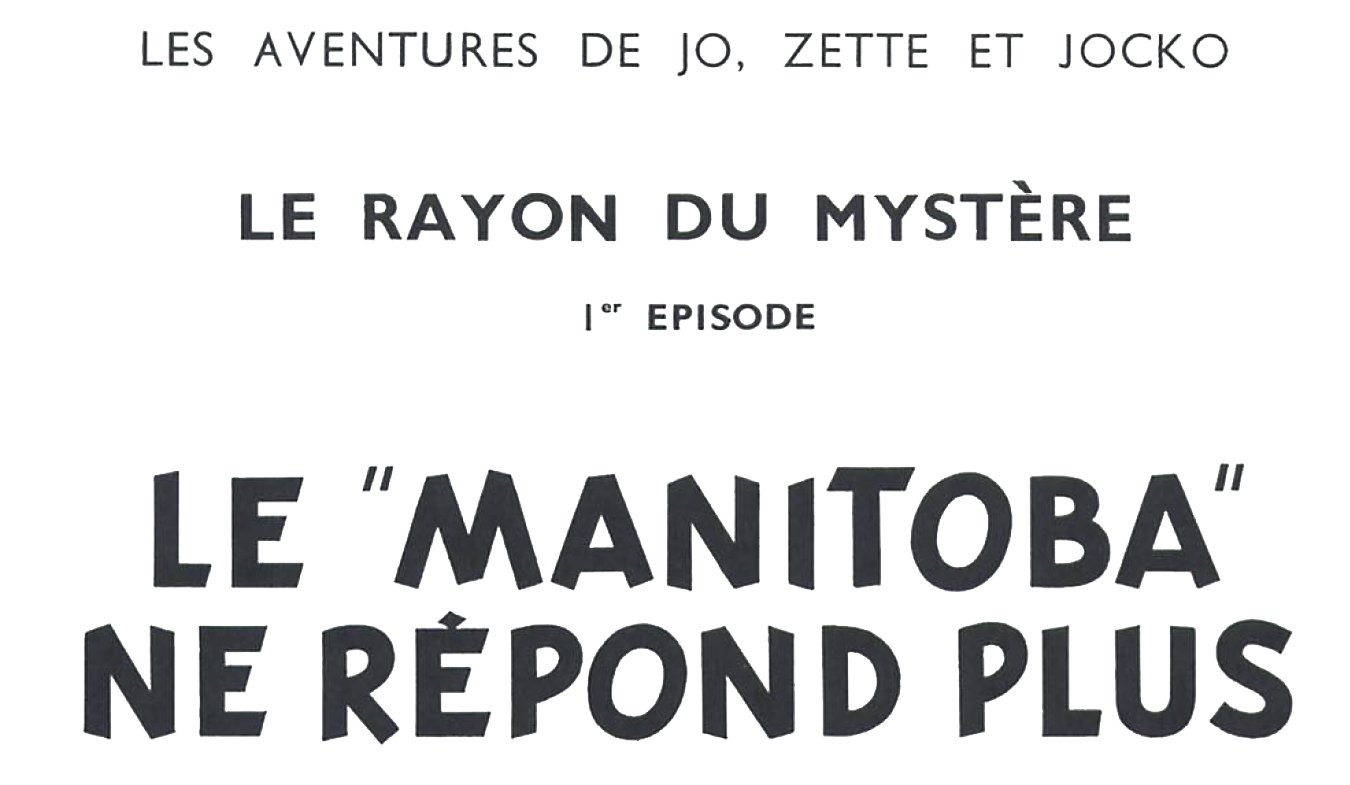
El "Manitoba" no contesta

1. El "Manitoba" no contesta (Le Manitoba ne Répond Plus). Tomo 1 de El rayo secreto.
2. La erupción del Karamako (L’Eruption du Karamako). Tomo 2 de El rayo secreto.
3. El testamento de Mr.Pump (Le Testament de Monsieur Pump). Tomo 1 de El Stratoneff H.22.
4. Destino Nueva York (Destination New York). Tomo 2 de El Stratoneff H.22,
5. El valle de las cobras (La Vallée des Cobras)

## Le Thermozéro
Le Thermozéro es la sexta aventura de Jo, Zette y Jocko, que quedó inconclusa. Comenzó a realizarse en 1958, pero iba a ser una aventura de Tintín del mismo título. Hergé había pedido al historietista Greg  (Michél Regnier) que crease un guion para una nueva historieta de Tintín. Greg inventó dos posibles historias, una titulada Les Pilules ("Las píldoras"), y Le Thermozéro, e hizo esbozos de unas pocas páginas de la segunda (). Sin embargo, el proyecto fue abandonado en 1960, cuando Hergé decidió mantener el control absoluto sobre su obra. 
Poco después, Hergé decidió resucitar Le Thermozéro, pero teniendo como protagonistas, en lugar de a Tintín, a Jo, Zette y Jocko. Dio instrucciones a su estrecho colaborador Bob de Moor para que escribiese una nueva trama. Bernard Tordeur, de la Fundación Hergé, insinuó, en la conferencia acerca de Tintín que tuvo lugar en el Museo Nacional Marítimo de Greenwich el 15 de mayo de 2004, que llegó a realizarse un storyboard del álbum, semejante al que existe de Tintín y el Arte-Alfa, antes de que el proyecto terminara por desecharse . Supuestamente, este storyboard se conservaría en los Archivos Tintín.   
Apenas se sabe nada acerca de la trama, aunque se cree que la acción se desarrollaba en Berlín.

## Ediciones en español
En España, Las aventuras de Jo, Zette y Jocko fueron publicadas por la Editorial Juventud.
Después, Casterman (cuyas publicaciones son distribuidas en España por Panini) sacó la serie en formato pequeño con el título de Jorge, Sara y Pipo.